# 関西棋院台湾棋院交流戦
関西棋院台湾棋院交流戦（かんさいきいん-たいわんきいんこうりゅうせん、台灣棋院關西棋院交流賽）は、日本の関西棋院と、台湾の台湾棋院の若手囲碁棋士による対抗戦。2004年開始。

## 過去の結果
第1回（2004年）訪台団
第2回（2005年）訪台団
第3回（2006年）訪日団
第4回（2007年）訪台団
第5回（2008年）訪日団
第6回（2009年）訪台団
第7回（2010年）訪日団
第8回（2011年）訪台団
第9回（2012年）訪日団
第10回（2013年）訪台団
第11回（2014年）訪日団
第12回（2015年）訪台団
2015年12月15-17日
第13回（2016年）訪日団
2016年12月19-21日
第14回（2017年）訪台団
2017年12月12-14日